# I Čong-sok
I Čong-sok (korejsky 이종석, anglický přepis: Lee Jong-suk; * 14. září 1989 Jongin, Kjonggi) je jihokorejský herec a model. V roce 2005 debutoval jako model dráhy a stal se nejmladším mužským modelem, který se kdy zúčastnil Seoul Fashion Week. Leeova útěková role byla ve School 2013 (2012) a je také dobře známý svými rolemi ve hře I Can Hear Your Voice (2013), Doctor Stranger (2014), Pinocchio (2014), W (2016), While You Were Sleeping (2017), The Hymn of Death (2018), Romance Is Bonus Book (2019) a Big Mouth (2022).